# 2024年云南省镇雄县山体滑坡事故
2024年云南省镇雄县山体滑坡灾害，又称“1·22镇雄山体滑坡”，是指2024年1月22日凌晨5时51分，云南省昭通市镇雄县塘房镇凉水村合心村民小组与和平村民小组发生的特大山体滑坡事故。事故共造成44人死亡，2人受伤。

## 事故原因
专家组经实地调查，本次崩塌初步分析成因为：

1. 陡峻的地形地貌为崩滑发生提供了条件；
2. 层状碎裂结构岩体是崩塌发生的主要内因及客观因素；
3. 前期降水持续下渗，软化岩体内软弱面，加之崩塌发生前雨雪导致地下水富集，达到其临界点，进而诱发崩塌发生；

## 事故过程
云南省昭通市镇雄县塘房镇凉水村21日天气不好，为雨夹雪天气，但降雪量不大。但据央视新闻报道，1月21日夜间滑坡发生地遭遇了较大降雪。1月22日凌晨5点51分左右，突然发生山体滑坡。据现场指挥部自然资源部门估算，塌方量大概有30万立方米。

## 救援
事故发生后，云南省减灾委员会启动三级救灾应急响应，调集10台装载机、33辆消防车，集结200余名救援人员前往事故发生地开展搜救工作。随后救援人员增加到300余人，各类救援设备增加到50余台（辆）。云南省省委书记王宁做出具体安排，云南省省长王予波率领工作组赶赴现场指挥搜救。1月23日，救援人员增加至1000余人，搜救犬45犬，救援设备增加到120台，包括挖掘机、装载机和运输救援等车辆。镇雄1·22”山体滑坡灾害处置指挥部于1月25日22时举行新闻发布会，称1月25日20时04分，随着最后一名失联人员被搜救出来，44名失联人员已全部找到并全部遇难，现场搜救工作基本结束。此次救援共历时85小时，调集了28支救援队伍共1557人，以及各类救援设备和车辆270余台（辆），调集了搜救犬80犬。

## 事故后处置
事故发生后，政府组织紧急避险转移安置群众223户共918人。镇雄县已确定过渡安置措施，正在制定灾后恢复重建方案。对于遇难者家庭，由政府统一过渡安置到县城安置小区。其余受灾家庭，可选择在安置小区等地进行集中过渡安置，也可自行选择在受影响区域外投亲靠友、租房等方式过渡安置，政府给予租房补助。同时政府会对过渡安置的群众给予生活补助。选择在安置小区内进行过渡的，房屋内的相关基本生活必需品由政府统一提供。同时做好困难帮助、物资保障、关心关爱、心理疏导等工作，确保群众吃住、取暖、就医、就学等需求得到落实。1月26日，“1·22”镇雄山体滑坡”灾害遇难人员家属群众陆续开始搬入县城过渡安置点。当地政府还给受灾群众发放生活补助，补助为自滑坡灾害发生之日起前10天每人每天补助200元，之后6个月每人每天补助35元。